# Фалевич, Николай Яковлевич

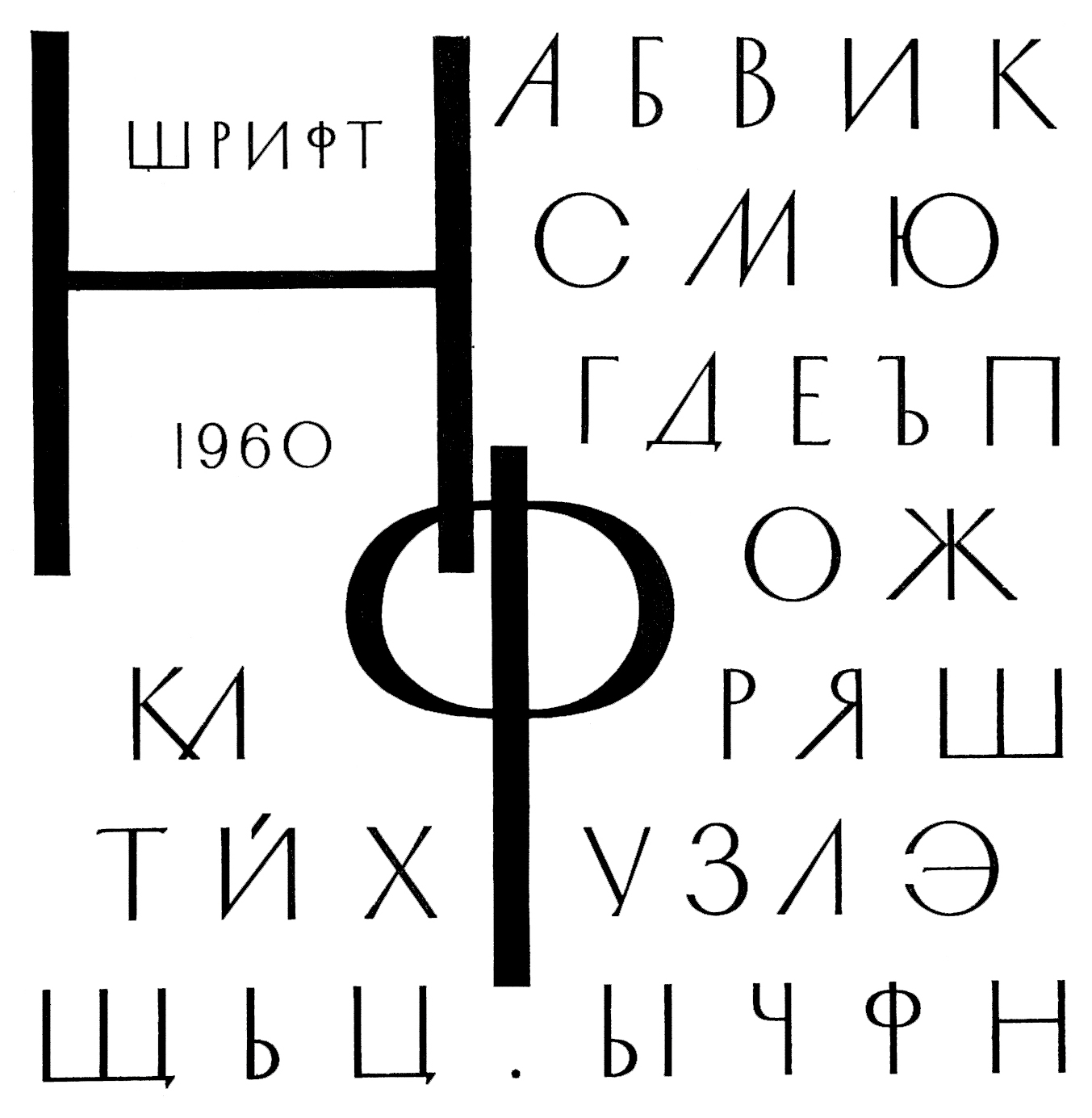
Шрифт. 1960. Бумага, тушь

Николай Яковлевич Фалевич (9 мая 1921, Иркутск, РСФСР — 9 июня 2000, Москва) — выдающийся российский художник-график.
Родился 9 мая 1921 года в Иркутске в семикомнатном деревянном доме своего отца — Фалевича Якова Михайловича — главного городского доктора. Мать, Пешковская Васса Федоровна — врач-стоматолог; брат, Борис Яковлевич Фалевич — математик.
Изначально фамилия берет корни из местечка в Белоруссии Фалевичи. Древний предок фамилии был осужден за фальшивомонетчиство. Из-за этого семья была сослана в Сибирь. Там в 1921 году в Иркутске и родился Николай Яковлевич Фалевич в семье земского врача Якова Михайловича Фалевича (захоронен на Донском кладбище, г. Москва).
Чтобы избежать репрессий на национальной основе, с конца 20-х по середину 30-х годов семья уезжает из г. Иркутска, и вынуждена менять места жительства. Некоторое время жили в Ялте, Белоруссии, в подмосковном пансионате «Востряково».
За несколько лет до войны семья переезжает в Москву (Сокольники).
В 1920 году Фалевич Н. Я. заканчивает среднюю школу и поступает в театральный институт на курс Е. А. Завадского. Но проучившись около года, уходит из института из-за профессионального разногласия. Педагог был приверженцем учения В. И. Немировича-Данченко о том, что режиссёр должен своим примером показывать актерам, как играть, а Николай Яковлевич, наоборот, был более близок к мнению К. С. Станиславского, который считал, что режиссёр не должен быть актером, что достаточно уметь объяснить то, чего он хочет добиться от исполнителя, в то время, когда исполнитель считается профессионалом своего дела.
В 1940 году призывается в армию, как было тогда положено, на три года. Фалевич Н. Я. был призван в авиацию, служил техником. Через год началась война. Несколько раз ему предлагали вступить в партию и получить офицерский чин. Но он каждый раз находил возможность отказаться. Закончил войну в Берлине. Демобилизовался спустя два года старшим сержантом. В общей сложности прослужил 7 лет. Был награжден орденом Великой Отечественной войны, медалями за взятие Варшавы и Берлина, а также всеми последующими юбилейными медалями.
После чего поступил в юридическую академию. Но, окончив, и не найдя места работы, не имел возможность реализоваться по специальности. А стал учеником известного художника-плакатиста Иосифа Абрамовича Ганфа (Янг) (1899—1973), который был пациентом отца Фалевича Н. Я. Проходив несколько лет в учениках, Николай Яковлевич стал профессиональным художником-графиком. Также Николай Фалевич называл своим учителем и другом Вадима Владимировича Лазурского (1909—1994).
Николай Яковлевич был очень спокойным и уравновешенным человеком и никогда не повышал голос. Ценил порядок, обязательность и пунктуальность.
Устраивал у себя организованные вечера. Являлся душой компании. Не имел вредных привычек.
Был страстным автомобилистом, хорошо разбирался в автоделе, участвовал в авторалли. Первый автомобиль «Победа» пробыл у него 16 лет до начала 70-х годов.

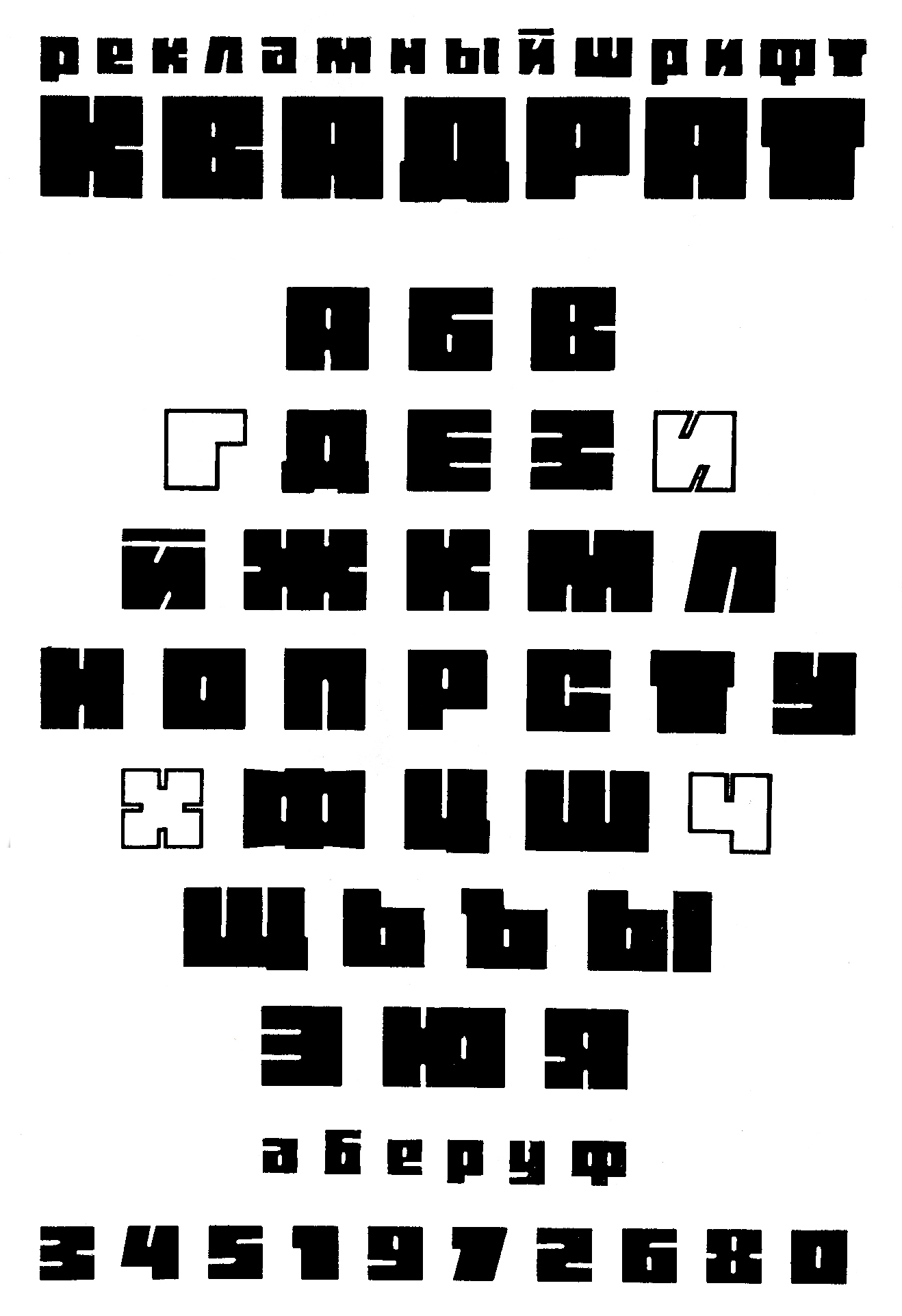
Шрифт. 1972. Бумага, тушь

Фалевич Н. Я. писал юмористические стихи, рифмованные приглашения, эпиграммы. Собирал то, что не продаётся. Увлекался работой по дереву и металлу. Произвел точный макет пистолета «парабеллум». Делал рельефные изображения из гипса. Мастерил разнообразные поделки, оригинальные ювелирные украшения. Подарки сослуживцам, друзьям и родственникам никогда не покупал, а изготавливал своими руками.
В 1975 году Николай Яковлевич Фалевич стал членом Союза художников СССР.
В 1984 году получил собственную маленькую мастерскую недалеко от дома.
За время своей работы Фалевич Н. Я. выпустил наибольшее в мире количество эмблем, логотипов и товарных знаков (более 350), которые были приняты и увидели свет. В том числе является автором четырех шрифтов (1960, 1972, 1977, 1984), получил поощрительную премию на конкурсе «Эмблема олимпиады 80», а его знак Первого Московского часового завода «Полет» (1981) действует до сих пор, так же как и эмблема Государственного музея изобразительных искусств им. А. С. Пушкина (1978).
Дважды был женат, имел по одному ребёнку от каждого брака. Последние 35 лет жил со второй женой Березневой Светланой Афанасьевной и сыном Глебом. С первой женой и ребенком никаких связей не поддерживал, исключительно по их инициативе.
Любил путешествовать, объездил большую часть Советского Союза. Мог позволить себе (морально и материально) добиться туристической загранпутевки. Побывал в Чехословакии, Германии, Польше, Болгарии, Японии, Сингапуре, Вьетнаме, Малайзии, на Филиппинах, в Югославии.
Фалевич Н. Я. был человеком жизнерадостным, общительным, аккуратным и крайне трудолюбивым. Легко мог найти общий язык с любым человеком в любой ситуации. Материально помогал малоимущим и больным дальним родственникам. Добросовестно перед любым праздником отсылал поздравления родственникам и друзьям. Сочинял стихи. Всегда был активным и глубоко уважаемым членом общества. Никогда не отворачивался от возникавших перед ним сложностей. Всегда помогал ближним в разумных просьбах. Смело и с энтузиазмом смотрел вперед.
Скончался дома 9 июня 2000 года в возрасте 79 лет. Остался в памяти своих близких и друзей чутким и отзывчивым, веселым, добрым и очень мудрым человеком.

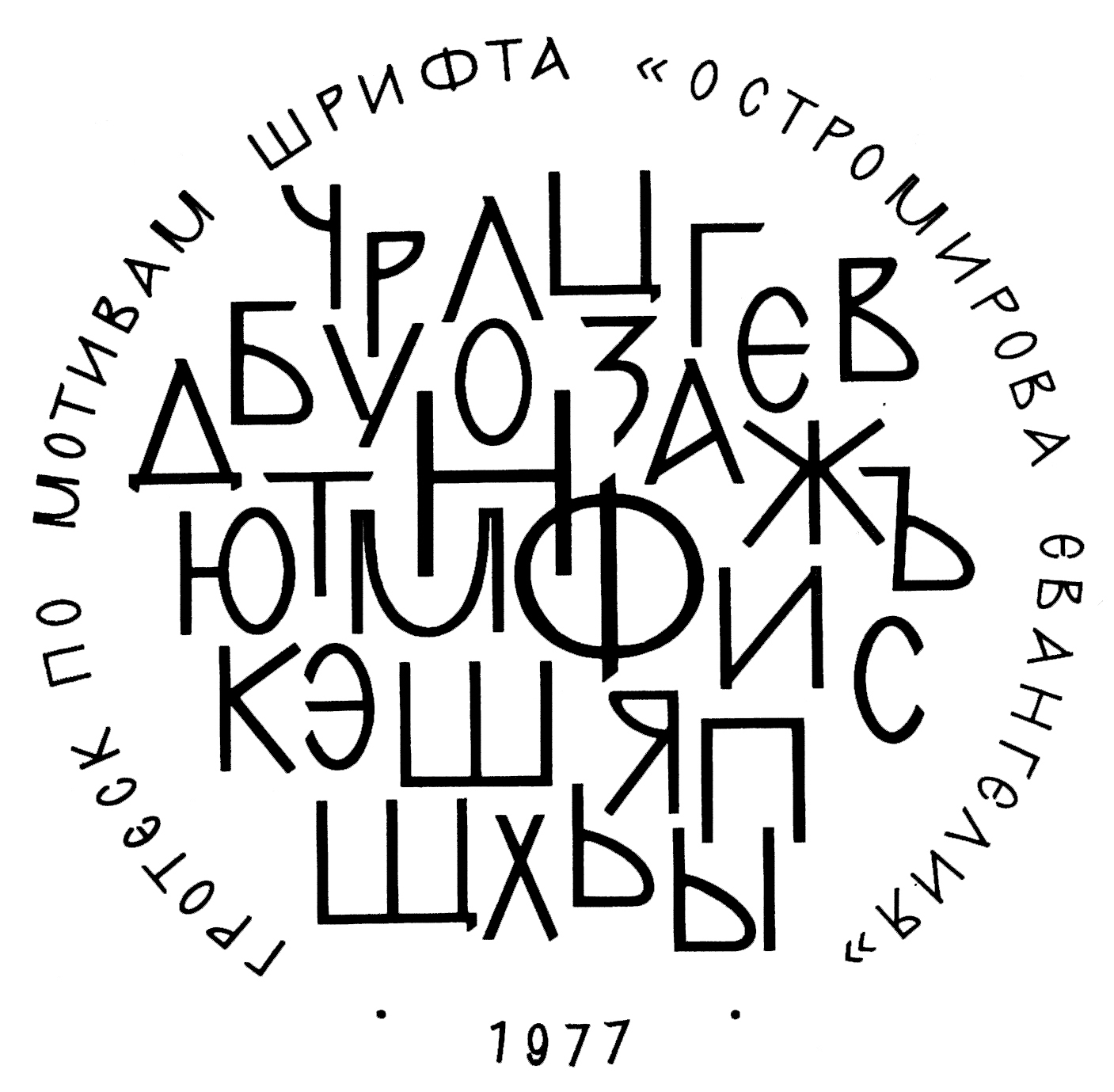
Шрифт. 1977. Бумага, тушь

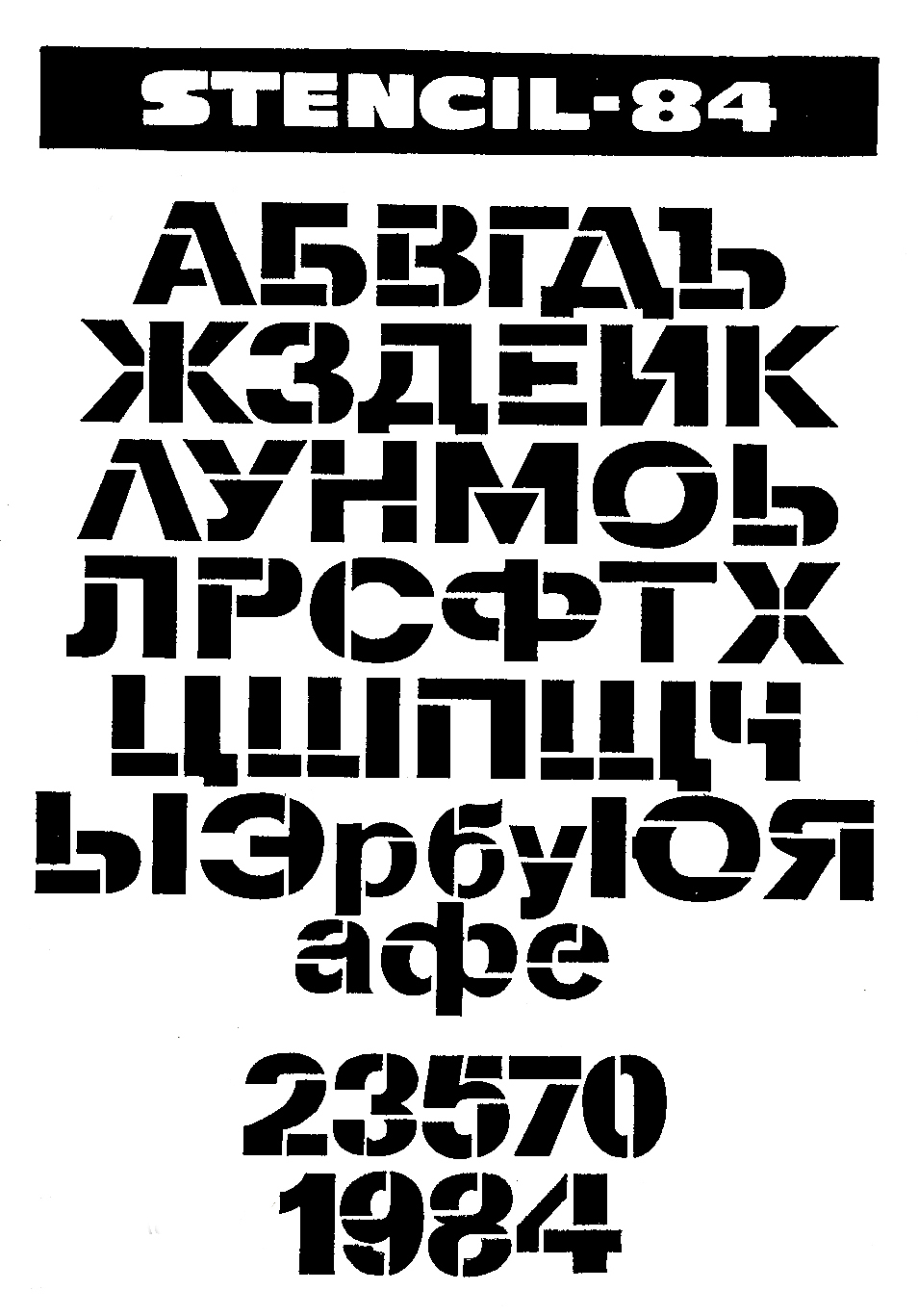
Шрифт. Трафарет. 1984. Бумага, тушь